# Megius Roma Volley
Megius Roma Volley; M. Roma Volley – rzymski klub siatkarski, uczestniczący w męskich rozgrywkach Serie B1.
Do najwyższej klasy rozgrywek zespół awansował w 2006 roku, gdy odkupił miejsce od Premier Hotels Crema. W sezonie 2008/2009 drużyna nie zagrała w Serie A, ponieważ została wycofana przez prezydenta klubu Massimo Mezzaroma. Od sezonu 2010/11 zespół ponownie występuje na najwyższym szczeblu rozgrywek. 14 czerwca 2012 prezes klubu poinformował, że nie udało się pozyskać sponsorów na sezon 2012/13, dlatego klub będzie występował w Serie B1.

## Sukcesy
Puchar CEV:
- 2008